# 毛泽东私人医生回忆录
《毛泽东私人医生回忆录》為時任中国共产党中央委员会主席毛泽东醫療小組组长、解放军三〇五医院首任院长李志绥所寫的回憶錄。该回忆录详细地记录了李志绥從1954年作为毛泽东的私人医生开始，到1976年毛泽东逝世时的资料，书中描述毛泽东的私生活极为荒唐，并且描绘出了一些毛泽东作为中国共产党前领导人的负面形象。此書也因其内容在中国大陆一直被禁。而此书出版之后，中国大陆也发表了毛泽东身边曾经的一些工作人员言论或文章，比如《历史的真相》一书，认为此《回忆录》存在虚构之处，并对其提出批判。

## 內容概要
本書內容是李志绥當毛澤東私人醫生的22年經歷，並附有作者與毛澤東等人的多張合照。作者簡要介紹他的家庭和個人背景後，描述他先為中國共產黨高層官員看病，然後在1954年為毛澤東本人看病，直到毛澤東於1976年去世。關於治療毛澤東身體和精神上的毛病，和李對毛澤東如何處理他身邊的人物與糾紛的個人看法，本書著墨甚多。
本書大部分篇幅描寫李志綏處理中共高層政治冲突、权力斗争和個人衝突时所面臨的困難和挫折，以及為毛澤東、江青、李訥和林彪看病的困難。書中還談到中國在同一時期的政治氣候和事件，以及毛澤東在大躍進、文化大革命和整肅黨員时所發揮的作用。
本書的一個主題是，李志綏从最初由衷的钦佩作為黨和國家領導人的毛澤東到后来由於毛澤東玩弄別人的事情、個人的性生活之糜爛、濫用公共權力、用宣傳口號和個人崇拜取代現代科學知識和管理能力，尤其是毛澤東对于由他所導致的廣大人民的痛苦的漠视，作者對毛澤東的看法逐漸轉變，最終厭惡和蔑視毛澤東。
對於操縱自己周圍的人的手段，本書一直把毛澤東與中國古代帝王比較，指出毛澤東經常提到和閱讀中國的帝王史。
關於毛澤東的死因，回憶錄說，醫療組認為他患有一種罕見的運動神經元病－肌萎縮性脊髓側索硬化症（俗稱「漸凍人症」）。雖然後來此回憶錄被毛澤東身邊的一些工作人員批駁，但李志綏關於毛澤東得此病的敘述迄今並未被否認。

## 版本差異
本书原稿以中文写作，由前底特律大學政治學系主任戴鴻超英譯，由兩位中国问题专家黎安友作序，霍普金斯大学專家石文安則为助理編輯，1994年由蓝灯书屋出版英文版。中文版则在廖书珊的协助下從英文版翻譯，1994年由台湾时报文化出版。在《李志绥：毛泽东的私人医生回忆录》的英文版封面上，石文安的身份是助理编辑，但是她自己认为这是她的再创造，助理编辑不符合她对本书的贡献，她也因此与原作者李志绥发生争执。石文安与李志绥因为书的关系接触了四年，虽然对李志绥有些认识上的保留，但是她说，她相信回忆录的真实性。
本書中文版刪掉了一些英文版中的內容。例如在1959年廬山會議期間，鄧小平5月2日打台球時摔跤骨折，所以沒參加廬山會議。他在北京醫院休養時，原來照顧毛的年輕女護士去照顧鄧小平，後來聽說她懷孕了，被打發回老家上海，被迫墮胎。中文版中這些被刪掉了。

### 續作《反叛的御醫：毛澤東私人醫生李志綏和他未完成的回憶錄》
《毛泽东私人医生回忆录》出版後，開放出版社出版續作《反叛的御醫：毛澤東私人醫生李志綏和他未完成的回憶錄》，輯錄了原書相關人物對它的書評，又加添了出版秘辛和內容補遺。書中輯錄了開放出版社對相關人物訪問或約稿，包括李志綏、戴鴻超、黎安友、余英時、陸鏗、司徒華、劉曉波等。同時收錄一眾親中共人士所撰寫的反《回憶錄》文章。《反叛的御醫》的最後一部份，是由李醫生的親友所寫的哀悼文章。

## 评价

### 正面及支持
前中华人民共和国新闻出版署署长杜导正在《杜导正日记：赵紫阳还说过什么》一书中写道：“赵紫阳说《毛泽东私人医生回忆录》一书作者，我认识。他叫李志绥，他崇拜毛，以后绝望了，书中事实是基本可靠的。”
《紐約時報》的書評標題是《毛的醫生說毛暴君》（The Tyrant Mao, as Told by His Doctor）。對於本书許多細節是否可以查証，美國的中國问题專家對本书與已知史實之間的高度一致印象深刻。黎安友在訪問中表示，這是因為石文安幫李志绥作了許多查証的工作。
《外交》雜誌的書評批評本書是基於李志绥的回憶，但也指出，儘管有這個缺點，沒有明顯的理由質疑李志绥的真誠。李志绥在本書努力記錄他的經驗，中國史學者的編輯和審閱增強了本書可信度。書評稱讚本書可能是關於中國重大政治事件、中國高層內部的紛爭、以及毛澤東的個性和私人生活，最好的或唯一來源。毛澤東對於群眾普遍苦難的冷漠和缺乏意識，他的性濫交、和不容忍批評或挑戰，本書都加以批評。書評同時提醒，不要過份依賴對毛的個人描繪來解釋中國現代政治的劇烈變化。
《美國新聞與世界報導》1994年10月2日出版專刊，摘錄本書部份內容，並將本書與亞伯特·史佩爾寫希特勒、史達林的女兒寫史達林比較，認為本書提供了更不加掩飾、更合乎人性的內幕。
美国哥伦比亚大学教授黎安友在书序中评价，“迄今为止出版的关于毛泽东（也许是历史上任何独裁者）最具揭示性的书”。
寫過毛澤東傳記的麻省理工學院教授白魯恂表示，他從前分析有限的資料，推測毛是自戀（narcissism）與邊緣性人格障礙（borderline syndrome），但認為証據還不足；而本書提供了大量心理學的証據支持他的推測。本書對於毛的日常生活描述，也顯示毛不是以現代方式領導政府；政策不是專業的評估事實與証據，系統的研究不同政策的後果來決定，而是靠毛的本能與直覺隨性決定。
六四天安門事件後，李志綏曾申請到普林斯頓大學寫回憶錄，普林斯顿大学教授余英時表示：「在希特勒、斯大林和毛澤東這三個混世魔王中，關於希特勒和斯大林的私生活都沒有第一手資料的記載。只有李志綏的《回憶錄》比較詳細地記錄了他在毛澤東身邊22年的見聞，這是最可慶幸的，這部書的史料價值將隨著時序的推移而愈來愈增高。」 對於書中有關毛性生活的描述，余英時也認爲作者態度嚴肅，並未渲染。
普林斯頓大學東亞研究系榮譽教授林培瑞認為，本書是真實的，因為本書記載了很多細節，如果是編造的，在細節上總會露出虛假和偽造的痕跡，或者自相矛盾的方面。作者的筆記在文革中被銷毀了，光憑記憶，難免有小差錯。本書反映了毛澤東的自私和狡猾。林培瑞對本書披露的毛如此霸道、如此殘酷，感到吃驚。
寫過毛泽东傳記的中国问题专家罗斯·特里尔說，本書最令人震驚的地方，不是毛的道德方面，而是政治方面。毛自己不相信多數他在公開場合說的話，沒有別的共黨領導比毛更不真誠。這在大小事情上都可以看出來，比如：毛公開贊美中醫，自己生病卻吃西藥；毛厭惡蘇聯，卻公開頌揚蘇聯；毛私下說美國的好，卻告訴中國人民美國是邪惡的化身。
作家Jonathan Mirsky在《紐約書評》发表对此回忆录的書評，標題是《揭開怪物面目》（Unmasking the Monster），其中认为“毛以說自己「無法無天」聞名，本書就是講毛無法無天。”
作家蘆笛表示，本書內容私生活方面是真實的。而政治方面的內容，如果是毛與李的談話透露出來的，則一般是可靠的；而如果是作為高層會議的見證人，就有地方不符事實，這些可能是藍燈書屋為了銷路而加入的內容。讀本書英文版，比讀中文版更貼近真實的毛。
作家丁抒曾撰文對於本書透露的幾點私生活內幕加以考證，他認為本書寫得相當謹慎。

### 负面及质疑
钱其琛在担任中国国务院副总理兼外交部长期间就此评价称：“李志绥是为了钱。”
中国社会科学院副院长李慎明认为本书是伪历史著作，“李志绥1988年到的美国，带去的仅是一本薄薄的手稿。当时，有美国中央情报局背景的人找到他，说你这一回忆录没有可读性，没有市场效应。李同意润色，一种说法是100万美元，另一种说法为50万美元。至少李志绥是为了个人的生活，他所谓的回忆录即由别人捉刀代笔，变成了厚厚一本。书中把他到中南海门诊部工作的时间，从1957年6月提前到1954年4月，书中有相当的篇幅是描述他根本没有到中南海门诊部工作之前的事。所谓的事实即完全的杜撰。”
当年曾经与李志绥共事或在《回忆录》中曾经提到的一些人士（他们在李出书之时仍在世）就此发表了一些言论或文章，对《回忆录》的内容进行质疑。
- 曾与李志绥共事的护士长吴旭君、毛泽东秘书兼保健医生徐涛夫妇在《历史的真实》一书中反击李志绥的说法，认为李志绥从未对毛泽东进行过前列腺检查，并引用了曾给毛泽东会诊过的泌尿科医生吴阶平的论断，“前列腺按摩得到的主要是前列腺液，偶尔可能带些精囊液，而精囊液不是精液。要确定男性有无生育能力，主要是根据真正的精液检查，仅靠前列腺按摩得到的液体，不可能作出有无生育能力的结论。”并认为“这本书名为李志绥的个人‘回忆录’，但我们很清楚，以李志绥个人的经历和能力，是绝对写不出来的”[10]。

- 曾担任毛泽东的理发员兼卫士周福明看了回忆录后说：

“这完全是胡说八道，我看是恶意编造。上个世纪五六十年代，主席身体很好，很少吃药。要吃就是安眠药。安眠药都是我们警卫战士去拿的。李志绥基本接触不到主席，何来他所看到的主席的所谓私生活？！”
- 毛泽东前秘书戚本禹评价该书：

“据我的了解，李志绥在文革初期，他的工作任务只是给毛泽东、江青和一组的人看看病，他既不是文革小组的成员，也没有在文革小组办公室担任过任何职务，他离文革风暴中心比较远，不可能了解很多文革的机密，由他来向我们提供文革的第一手史料，这是很滑稽的，依我看，他写的文革回忆录除了他亲身参与过的支左活动外，其他大部分是根据现有报刊资料和别人写的东西拼凑起来的。”“不能说李志绥的回忆录没写一点事实，不，他写了些事实，特别是一些他直接经历的又与他的创作意图不冲突的事情，这些事情他写得满好，满真实……但是只要涉及政治性的报导或分析，他就转向了，历史真实与他的政治取向竟成了互不相容的冤家对头。”
“李志绥虽然在毛泽东身边工作多年，但专职是保健大夫，政治常识比较贫乏，以致在为了某种目的要攻击毛泽东的时候，只能拾人牙慧，东施效颦式地学着时髦去攻击毛泽东是封建帝王，这并不奇怪。”
“说‘毛泽东是封建帝王’实在比指鹿为马、指黑为白还要荒谬……是信口雌黄！”“毛泽东可以有一千条缺点、错误，但是终其一生，他是始终热爱着、牵挂着他的人民的……毛泽东掌管了全国的财富，但他的子女除了分得一点稿费外没分得任何财产，难道世界上有这样的封建帝王？”“毛泽东的日常生活远比不上今天的一个小老板，他没有吃过多少好东西，一碗红烧肉是他最大的享受。”“如果大跃进、人民公社中国真是到了‘出门无所见，白骨蔽平原’的程度，那么毛逝世时中国的8亿人口是从哪里钻出来的？也许他们都是果戈理笔下的死魂灵吧，那中国今日岂不是解决了人口问题，还提倡什么计划生育呢？”“历史的伪证者同历史的伪造者一样，不仅丧失了现实的人格，而且有历史的遗臭……李志绥利用自己担任过毛泽东保健医生的身份，编造毛泽东的‘假隐私’，蒙骗他人。这不再是一种正常人的心理需要，而是一个道德败坏者的宣泄了！”“这本书同其他根据政治需要编制的反对共产主义的小册子一样，不过是某种政治目的的产物，李志绥不过是个为了30块金币而出卖自己导师的犹大。”
- 曾经一度担任毛泽东的国际问题秘书林克在《历史的真实》一书中指出：

李志绥正式出任毛泽东保健医生的时间是1957年6月，林克根据自己和其他同事的证言认为书中描写毛泽东1954年至1957年之间活动的内容是伪造或抄袭自其他人的回忆。例如李志绥在书中自称陪同毛泽东出席了1956年9月的中國共產黨第八次全國代表大會，林克则称他與毛泽东当时的机要秘书高智都记得李志绥没有陪同过毛泽东出席任何中央会议。
李志绥自称从1956年起教毛泽东英文，但当时负责教毛泽东英文的是林克而不是李志绥。
书中声称李志绥参加了1957年米高扬秘密来华与毛泽东的会谈，但林克指出李志绥并未在场，也没有资格听到会谈的内容。书中对会谈内容的描写也是错误的。林克称当时全程陪同米高扬的俄文翻译阎明复告诉他，李志绥仅仅曾在会谈结束后，米高扬因为腰痛而要求治疗时，和另一个医生为其检查，期间没有交流。毛泽东身边的工作人员证实李志绥与毛泽东极少见面。
- 在《回忆录》中经常被李志绥提到的前中共中央副主席汪东兴，出版《汪东兴公开毛泽东私生活》一书，反驳李志绥的說法[31]。汪东兴与林克评价《回忆录》，认为：“里头充满了假话”。[10]:5-53